# Municipio de Union (condado de Pike)
El municipio de Union (en inglés: Union Township) es un municipio ubicado en el condado de Pike en el estado estadounidense de Ohio. En el año 2010 tenía una población de 1318 habitantes y una densidad poblacional de 21,6 personas por km².

## Geografía
El municipio de Union se encuentra ubicado en las coordenadas 38°59′34″N 82°55′38″O / 38.99278, -82.92722. Según la Oficina del Censo de los Estados Unidos, el municipio tiene una superficie total de 61.02 km², de la cual 60,94 km² corresponden a tierra firme y (0,13 %) 0,08 km² es agua.

## Demografía
Según el censo de 2010, había 1318 personas residiendo en el municipio de Union. La densidad de población era de 21,6 hab./km². De los 1318 habitantes, el municipio de Union estaba compuesto por el 97,65 % blancos, el 0,53 % eran afroamericanos, el 0,3 % eran amerindios, el 0,08 % eran isleños del Pacífico, el 0,08 % eran de otras razas y el 1,37 % eran de una mezcla de razas. Del total de la población el 0,46 % eran hispanos o latinos de cualquier raza.